# Lynne Brown
Lynne Brown (sinh ngày 26 tháng 9 năm 1961) là một chính trị gia người Nam Phi, từng là cựu Bộ trưởng Doanh nghiệp Công cộng và cựu tỉnh trưởng của tỉnh Western Cape. Cô sinh ra ở Cape Town và lớn lên ở vùng đồng bằng của Mitchell. Cô được bổ nhiệm làm Thủ tướng của Western Cape sau khi Ebrahim Rasool từ chức vào tháng 7 năm 2008  Trước đây, Lynne Brown là Bộ trưởng Phát triển Kinh tế và Du lịch. Cô là thành viên của Đại hội Dân tộc Phi và được bầu làm thành viên của Ủy ban Điều hành Quốc gia vào năm 2007 và 2012. Giống như người tiền nhiệm Ebrahim Rasool, cô cũng đến từ một nền màu. Cô là thủ tướng da màu thứ tư của Western Cape, và là người thứ hai từ Quốc hội Châu Phi, và là người đồng tính công khai đầu tiên được bổ nhiệm vào một vị trí nội các trong bất kỳ chính phủ châu Phi nào.

## Sự nghiệp chính trị
Lynne Brown là chủ tịch của Đại hội Thanh niên Đồng bằng của Mitchell năm 1979 và là thành viên của Tổ chức Phụ nữ Hoa Kỳ từ 1979 đến 1985. Cô là thành viên của Đại hội Phụ nữ Hoa Kỳ từ năm 1985 đến năm 1990, đầu tiên là Cán bộ Giáo dục và sau đó là Bí thư Tỉnh ủy. Cô đã tham gia vào Mặt trận Dân chủ Thống nhất từ khi thành lập năm 1983 cho đến khi tan rã, với tư cách là thành viên của Ủy ban Tài chính.
Lynne Brown gia nhập ANC năm 1987 và được bầu vào Ban chấp hành tỉnh và Ủy ban công tác tỉnh năm 1999. Cô đã từng là Bí thư Tỉnh ủy Western Cape từ năm 1990. Sự tham gia của cô vào giáo dục tiếp tục sau những năm giảng dạy của cô. Cô là thành viên hội đồng quản trị của Dự án xóa mù chữ quốc gia và hiện là thành viên hội đồng quản trị của Dự án giáo dục ngoại khóa. Cô khởi xướng và là giám đốc của Trường Cao đẳng Phụ nữ năm 1990. Năm 1994 và một lần nữa vào năm 1999, bà được bầu làm Thành viên ANC của Cơ quan lập pháp tỉnh Western Cape. Bà là chủ tịch của các ủy ban thường trực về Dịch vụ Cộng đồng và Sức khỏe và Phúc lợi, và từng là một roi ANC và roi trưởng trong cơ quan lập pháp. Lynne Brown đã từng là ứng cử viên của ANC với tư cách là thị trưởng của Cape Town vào năm 1999 và từng là Bộ trưởng tỉnh (MEC) về tài chính, phát triển kinh tế và du lịch cho đến khi cô lên chức văn phòng Premier năm 2008.
ANC đã mất quyền kiểm soát tỉnh trong cuộc bầu cử năm 2009 với Liên minh Dân chủ chiếm 22 trong số 42 ghế trong Quốc hội tỉnh. Ứng cử viên hàng đầu của DA Helen Zille thay thế Brown vào ngày 6 tháng 5 năm 2009. Lynne Brown từng là Lãnh đạo phe đối lập ANC từ năm 2009 đến tháng 5 năm 2014, khi bà được cựu Tổng thống Jacob Zuma bổ nhiệm vào nội các làm Bộ trưởng Bộ Doanh nghiệp Công cộng.